# Ambohimisafy
Ambohimisafy est une commune rurale malgache située dans la partie ouest de la région de Fitovinany.